# ツアー・オブ・チンハイレイク
ツアー・オブ・チンハイレイク（英: Tour of Qinghai Lake, 簡体字表記：环青海湖国际公路自行车赛、拼音表記：Huán Qīnghǎi hú guójì gōnglù zìxíngchē sài 繁体字表記：環青海湖國際公路自行車賽）は、例年7月、中華人民共和国青海省にある青海湖周辺を舞台に行なわれる、自転車競技、ロードレースにおけるステージレース。
なお、中国語名称から直接翻訳すれば、「環青海湖国際自転車ロードレース大会」のようになる。

## 概要
2002年に創設。開催時期は概ねツール・ド・フランスの期間中となることが多く、海抜3,000メートル前後の高地起因の難易度があり、峠の頂上は海抜4,000メートルを越える場合もある。また近年はレース期間は2週間に及び、グランツール以外では最も長期間のレースとなっている。2005年にUCIアジアツアーに組み込まれ、同ツアーの最高ランクである2.HCに格付けされた。2020年よりUCIプロシリーズに昇格したが、新型コロナウイルス感染症の世界的流行 (2019年-)により未開催。2021年、2022年はパンデミックによる渡航制限により、国内チームだけが参加するUCIアジアツアー2.2クラスのレースとして開催された。2023年よりUCIプロシリーズとして開催。

## 歴代優勝者
| 年   | 優勝者                                                     |
| ---- | ---------------------------------------------------------- |
| 2002 | トム・ダニエルソン                                         |
| 2003 | ダミアーノ・クネゴ                                         |
| 2004 | ライアン・コックス                                         |
| 2005 | マルティン・マレシュ                                       |
| 2006 | マールテン・チャリンヒー                                   |
| 2007 | ガブリエーレ・ミッサリア                                   |
| 2008 | タイラー・ハミルトン                                       |
| 2009 | アンドレイ・ミズロフ                                       |
| 2010 | ホセイン・アスカリ                                         |
| 2011 | グレゴル・ガズヴォダ                                       |
| 2012 | ホセイン・アリザデ                                         |
| 2013 | サマド・ポルセイエ                                         |
| 2014 | ミハイロ・コノネンコ                                       |
| 2015 | ラドスラフ・ロギナ                                         |
| 2016 | セルゲイ・ラグクティ                                       |
| 2017 | ホナタン・モンサルベ                                       |
| 2018 | エルナン・アギレ                                           |
| 2019 | ロビンソン・チャラプド                                     |
| 2020 | 新型コロナウイルス感染症の世界的流行 (2019年-)により未開催 |
| 2021 | Zhang Zhishan                                              |
| 2022 | Liu Jiankun                                                |
| 2023 | ヘノック・ムルブラン                                       |
| 2024 | ジェフェルソン・セペダ                                     |